# Иларион Сливенски
Иларион Сливенски е висш български православен духовник, общественик и дарител.

## Биография
Сливенският митрополит Иларион е роден със светско име Григорий К. Арабаджиев в Севлиево на 8 февруари 1870 г. През 1891 г. завършва Търновското духовно училище и е учител 3 години в класното училище в Севлиево. През 1898 г. завършва Киевската духовна академия.
До 1903 г. е учител в Казанлъшкото педагогическо училище. През 1904 г. митрополит Гервасий Сливенски го ръкополага в йеродяконски, а в 1905 г. – в йеромонашески сан. От 1904 г. до 1908 г. е протосингел на Сливенската митрополия.
Ректор е на Цариградската духовна семинария (1908 – 1909 г.) и отново протосингел на Сливенската митрополия.
От 1916 г. е лектор в Сливенската мъжка гимназия.
На 25 ноември 1917 г. Иларион е ръкоположен за Велички епископ и приема длъжността викарен епископ на Сливенската митрополия.
През 1922 г. епархията го избира за Сливенски митрополит.
По негова инициатива през 1934 г. започва строежа на нова сграда на Митрополията по проект на арх. Захари Илиев. Сградата се състои от канцелария, обща спалня, за гостуващи в града свещеници и по един апартамент за владиката и неговия помощник.
Кончината му не позволява да види завършена готовата сграда.
Митрополит Иларион предава Богу дух в Сливен през 1939 г.

## Произведения
Митрополит Иларион е усърден проповедник. Като протосингел редактира и издава списанието „Мисионер“ (по-късно „Православен мисионер“). Пише и печати много проповеди, книжки, статии.
1. Отец Паисий Хилендарски (по повод 150 г. от издаване на „История славянобългарска“ през 1762 г.), Сливен, 1912 г.;
2. Страданията и чудесата на великомучениците Св. Мина (Мина Котуански) и Св. Димитър Солунски, Сливен, 1913 г.;
3. Завист, Сливен, 1920 г.;
4. Реч на панихидата на убитите офицери от Сливенския гарнизон в храма Св. Димитрий, Сливен, 1920 г.;
5. Реч с присъдата над Иисуса Христа и мненията на членовете от синедриона, Сливен, 1920 г.;
6. Тридесетий септември 1919 г. – траурният ден за българския народ, Сливен, 1920 г.;
7. Иисус на съд пред Пилата, Сливен, 1922 г.;